# Immortality (telefilme de CSI)
Immortality é um telefilme e o final da série CSI: Crime Scene Investigation, exibido em 27 de Setembro de 2015 nos EUA pelo canal americano CBS e em 21 de Outubro no Brasil pelo canal brasileiro AXN. 
O telefilme também foi chamado pelos produtores como 16ª temporada.

## Produção
Em 13 de maio de 2015, a CBS anunciou que CSI: Crime Scene Investigation tinha sido cancelada após quinze temporadas. Em vez de uma temporada mais curta, para um encerramento, um filme de televisão de duas horas foi encomendado. Atuando de fato como um final da série, confirmou-se que Immortality teria o retorno de antigos atores principais, como William Petersen e Marg Helgenberger. O então protagonista, Ted Danson, também foi confirmado para o projeto. Em 24 de julho de 2015, o retorno de Paul Guilfoyle foi confirmado.
Ainda em 24 de Julho, os membros do elenco regular da série Jorja Fox, Eric Szmanda, Robert David Hall, Jon Wellner, Wallace Langham, David Berman e Elisabeth Harnois foram confirmados para o final, com a exceção de Elisabeth Shue e George Eads, sendo que Eads optou a não participar do telefilme, ambos se despedindo da série na décima quinta temporada.
Melinda Clarke, como Dr. Heather Kessler, ou Lady Heather, uma psicóloga de saúde sexual e amiga íntima de Grissom, também assinou contrato para o projeto, bem como Katie Stevens, que foi escalada como Lindsey Willows, uma CSI Nível 1 e filha de Catherine. Anteriormente, Kay Panabaker e Madison McReynolds ocupavam este papel.

## Elenco

### Elenco Principal
- Gil Grissom (William Petersen); o ex-supervisor e investigador aposentado do laboratório criminal de Las Vegas e ex-marido de Sara.
- Catherine Willows (Marg Helgenberger); uma Agente Especial do FBI, designada para liderar a investigação, e também uma ex-CSI.
- Jim Brass (Paul Guilfoyle); o ex-capitão e detetive aposentado da LVPD e um amigo de longa data de todos os antigos membros do laboratório.
- D.B. Russell (Ted Danson); o supervisor do laboratório criminal de Las Vegas e um botânico especializado.
- Sara Sidle (Jorja Fox); uma veterana CSI Nível 3, membro do turno da noite de Russell e ex-esposa de Grissom.
- Greg Sanders (Eric Szmanda); um CSI Nível 3 e especialista em DNA.
- Al Robbins (Robert David Hall); o médico-legista chefe do Condado de Clark.
- David Phillips (David Berman); um médico-legista, assistente do Dr.Robbins.
- David Hodges (Wallace Langham); um técnico de laboratório em vestígios.
- Morgan Brody (Elisabeth Harnois); uma jovem CSI Nível 3 e filha do Xerife do Condado de Clark.
- Henry Andrews (Jon Wellner); o atual técnico em DNA do laboratório.
- Marc Vann (Conrad Ecklie; o Xerife do Condado de Clark e pai de Morgan Brody.

### Elenco suporte
- Dr. Heather Kessler, ''Lady Heather'' (Melinda Clarke); uma dominatrix que se tornou uma psicóloga em saúde sexual e uma amiga pessoal e confidente de Grissom.
- Larry Mitchell (Oficial Mitchell); um policial veterano da LVPD que apoia os CSIs em ocorrências e buscas.
- Lindsey Willows (Katie Stevens); filha de Catherine e uma jovem CSI Nível 1.